# Oklamanci
Oklamanci je jediná divadelní hra českého herce Zdeňka Kryzánka. Byla napsána v době, kdy byla Kryzánkovi za protistátní řeči v padesátých letech zakázána herecká činnost.
Část této hry uvedla Jindřichohradecká činohra v létě roku 2001 na nádvoří Státního hradu a zámku v Jindřichově Hradci jako součást divadelní koláže Jindřichohradecká romance. V roce 2021 byl text vydán jako audiokniha; načetli ho Martin Holec, Radka Krninská, Josef Nechutný, Martin Stránský a další.

## Obsah
Jedná se o historickou hru z dějin Jindřichova Hradce krátce po pražské defenestraci. Odehrává se zde milostný příběh studenta jezuitského semináře Adama Václava Michny z Otradovic a jeho milé Dorničky z tábora utrakvistů (protestantů), příběh diplomata Viléma Slavaty, který odjíždí žádat císaře Ferdinanda, aby nedobýval vzpurné protestantské město Jindřichův Hradec, a který město nakonec stejně dobude, i příběhy občanů města – katolíků i vzbouřených utrakvistů. Vzbouřenci podobojí byli odsouzeni ke ztrátě hrdla. Vladař Slavata se zachoval osvíceně, dal vzbouřencům milost, ale zkonfiskoval jim jejich majetky a tak ještě na celé transakci vydělal, aby byl použit dnešní výraz, který, jak je vidět, se stále opakuje. Zůstávají jen Oklamanci.